# Glyptothorax stocki
Glyptothorax stocki es una especie de peces de la familia Sisoridae en el orden de los Siluriformes.

## Morfología
• Los machos pueden llegar alcanzar los 5,5 cm de longitud  total.

## Distribución geográfica
Se encuentra en el Pakistán.